# Hiroki Bandai
Hiroki Bandai (født 19. februar 1986) er en japansk fodboldspiller, som spiller for den japanske fodboldklub AC Nagano Parceiro.